# Hongkong na Letnich Igrzyskach Olimpijskich 2020
Hongkong na Letnich Igrzyskach Olimpijskich 2020 reprezentowało 43 zawodników: 17 mężczyzn i 26 kobiet. Był to 17. start reprezentacji Hongkongu na letnich igrzyskach olimpijskich.

## Zdobyte medale[3]
| Medal  | Zawodnik                                      | Dyscyplina       | Konkurencja                   | Rezultat                                                                   | Data       |
| ------ | --------------------------------------------- | ---------------- | ----------------------------- | -------------------------------------------------------------------------- | ---------- |
| Złoto  | Cheung Ka Long                                | Szermierka       | floret mężczyzn indywidualnie | W finale pokonał Włocha Daniele Garozzo 15:11                              | 26 lipca   |
| Srebro | Siobhan Haughey                               | Pływanie         | 200 m stylem dowolnym kobiet  | 1:53,92                                                                    | 28 lipca   |
| Srebro | Siobhan Haughey                               | Pływanie         | 100 m stylem dowolnym kobiet  | 52,27                                                                      | 30 lipca   |
| Brąz   | Doo Hoi Kem, Lee Ho Ching, Minnie Soo Wai Yam | Tenis stołowy    | turniej drużynowy kobiet      | W meczu o brązowy medal pokonały reprezentantki Niemiec 3:1                | 5 sierpnia |
| Brąz   | Grace Lau                                     | Karate           | kata kobiet                   | w pojedynku o brązowy medal pokonała reprezentantkę Turcji Dilara Bozan    | 5 sierpnia |
| Brąz   | Lee Wai Sze                                   | Kolarstwo torowe | sprint indywidualnie kobiet   | W pojedynku o brązowy medal pokonała reprezentantkę Niemiec Emma Hinze 2-0 | 5 sierpnia |

## Skład kadry

### Badminton
| Zawodnik                    | Konkurencja        | Faza grupowa                          | Faza grupowa                  | Faza grupowa                            | Pozycja | 1/8              | Ćwierćfinały                   | Półfinały                      | Finał                                 | Finał   | Źródło                     |
| Zawodnik                    | Konkurencja        | Przeciwnik Wynik                      | Przeciwnik Wynik              | Przeciwnik Wynik                        | Pozycja | Przeciwnik Wynik | Przeciwnik Wynik               | Przeciwnik Wynik               | Przeciwnik Wynik                      | Pozycja | Źródło                     |
| --------------------------- | ------------------ | ------------------------------------- | ----------------------------- | --------------------------------------- | ------- | ---------------- | ------------------------------ | ------------------------------ | ------------------------------------- | ------- | -------------------------- |
| Ng Ka Long                  | gra pojedyncza (m) | Muñoz 2-0 (21-9, 21-10)               | Cordón 0-2 (20-22, 13-21)     | N\A                                     | 2.      | NQ               | NQ                             | NQ                             | NQ                                    | 15.     | [ 4 ] [ 5 ] [ 6 ]          |
| Cheung Ngan Yi              | gra pojedyncza (k) | Polikarpova 2-1 (21-12, 15-21, 21-16) | Sindhu 0-2 (9-21, 16-21)      | N\A                                     | 2.      | NQ               | NQ                             | NQ                             | NQ                                    | 15.     | [ 7 ] [ 5 ] [ 8 ]          |
| Tang Chun Man Tse Ying Suet | mikst              | Chan Goh 2:1 (21-18, 10-21, 21-16)    | Wang Huang 0:2 (12-21, 18-21) | Lamsfuß Lohau 2:1 (22-20, 20-22, 21-16) | 2.      | N/A              | Ellis Smith 2:0 (21-13, 21-18) | Zheng Huang 0:2 (16-21, 12-21) | Watanabe Higashino 0:2 (17-21, 21-23) | 4.      | [ 9 ] [ 10 ] [ 11 ] [ 12 ] |

### Gimnastyka
| Zawodnik      | Konkurencja | Kwalifikacje | Kwalifikacje | Finał | Finał   | Źródło |
| Zawodnik      | Konkurencja | Wynik        | Pozycja      | Wynik | Pozycja | Źródło |
| ------------- | ----------- | ------------ | ------------ | ----- | ------- | ------ |
| Shek Wai Hung | skoki       | 14,274       | 12.          | NQ    | NQ      | [ 13 ] |

### Golf
| Zawodnik     | Konkurencja | Runda 1 | Runda 2 | Runda 3 | Runda 4 | Łącznie | Łącznie | Łącznie | Źródło |
| Zawodnik     | Konkurencja | Wynik   | Wynik   | Wynik   | Wynik   | Wynik   | Par     | Pozycja | Źródło |
| ------------ | ----------- | ------- | ------- | ------- | ------- | ------- | ------- | ------- | ------ |
| Tiffany Chan | kobiety     | 77      | 74      | 69      | 70      | 290     | +6      | 50.     | [ 14 ] |

### Jeździectwo
WKKW
| Zawodnik            | Konkurencja   | Koń      | Ujeżdżenie | Cross country | Skoki (runda kwalifikacyjna) | Razem  | Skoki (runda finałowa) | Finał | Pozycja | Źródło |
| ------------------- | ------------- | -------- | ---------- | ------------- | ---------------------------- | ------ | ---------------------- | ----- | ------- | ------ |
| Thomas Heffernan Ho | indywidualnie | Tayberry | 46,70      | 55,60         | 17,20                        | 119,50 | NQ                     | NQ    | 42.     | [ 15 ] |

### Karate
| Zawodnik  | Konkurencja | Eliminacje | Eliminacje | Eliminacje | Eliminacje | Eliminacje | Finał                   | Pozycja | Źródło |
| Zawodnik  | Konkurencja | 1 kata     | 2 kata     | Średnia    | 3 kata     | Wynik      | Finał                   | Pozycja | Źródło |
| --------- | ----------- | ---------- | ---------- | ---------- | ---------- | ---------- | ----------------------- | ------- | ------ |
| Grace Lau | kata kobiet | 25,68      | 26,62      | 26,15      | 26,40      | 1.         | Bozan W (26,94 – 26,52) | brąz    | [ 16 ] |

### Kolarstwo

#### Kolarstwo szosowe
| Zawodnik      | Konkurencja                    | Czas | Pozycja | Źródło |
| ------------- | ------------------------------ | ---- | ------- | ------ |
| Choy Hiu Fung | wyścig ze startu wspólnego (m) | DNF  | DNF     | [ 17 ] |

#### Kolarstwo torowe
Sprint
| Zawodnik    | Konkurencja       | Kwalifikacje  | Kwalifikacje    | Runda 1            | Repasaże 1 Runda | Runda 2         | Repasaże 2 Runda | Runda 3         | Repasaże 3 Runda | Ćwierćfinały    | Półfinały       | Finał           | Finał   | Źródło |
| Zawodnik    | Konkurencja       | Czas Prędkość | Przeciwnik Czas | Pozycja            | Przeciwnik Czas  | Przeciwnik Czas | Przeciwnik Czas  | Przeciwnik Czas | Przeciwnik Czas  | Przeciwnik Czas | Przeciwnik Czas | Przeciwnik Czas | Pozycja | Źródło |
| ----------- | ----------------- | ------------- | --------------- | ------------------ | ---------------- | --------------- | ---------------- | --------------- | ---------------- | --------------- | --------------- | --------------- | ------- | ------ |
| Lee Wai Sze | indywidualnie (k) | 10,538 68,324 | 9.              | Krupeckaitė 11,196 | N/A              | Marchant 10,995 | Godby 11,402     | Gros 11,201     | N/A              | Marchant 2-0    | Starikowa 0-2   | Hinze 2-0       | brąz    | [ 18 ] |
| Jessica Lee | indywidualnie (k) | 11,232 64,103 | 28.             | NQ                 | NQ               | NQ              | NQ               | NQ              | NQ               | NQ              | NQ              | NQ              | 28.     | [ 18 ] |

Keirin
| Zawodnik    | Konkurencja | Runda 1 | Repesaż | Ćwierćfinał | Półfinał | Finał      | Pozycja | Źródło |
| Zawodnik    | Konkurencja | Miejsce | Miejsce | Miejsce     | Miejsce  | Miejsce    | Pozycja | Źródło |
| ----------- | ----------- | ------- | ------- | ----------- | -------- | ---------- | ------- | ------ |
| Lee Wai Sze | kobiety     | 3.      | 1.      | 1.          | 5.       | 2. Finał B | 8.      | [ 18 ] |
| Jessica Lee | kobiety     | 4.      | 4.      | NQ          | NQ       | NQ         | 23.     | [ 18 ] |

Madison
| Zawodnik              | Konkurencja | Punkty | Punkty  | Punkty  | Punkty  | Pozycja | Źródło |
| Zawodnik              | Konkurencja | Sprint | Okr.pkt | Okr.pkt | Łącznie | Pozycja | Źródło |
| --------------------- | ----------- | ------ | ------- | ------- | ------- | ------- | ------ |
| Zawodnik              | Konkurencja | Sprint | +       | -       | Łącznie | Pozycja | Źródło |
| Pang Yao Leung Bo Yee | kobiety     |        |         | 40      | 40      | DNF     | [ 18 ] |

Omnium
| Zawodnik | Konkurencja | Scratch | Scratch | Wyścig tempowy | Wyścig tempowy   | Wyścig tempowy | Wyścig eliminacyjny | Wyścig eliminacyjny | Wyścig punktowy | Wyścig punktowy | Wyścig punktowy | Suma punktów | Pozycja | Źródło |
| Zawodnik | Konkurencja | Miejsce | Punkty  | Miejsce        | Punkty wyścigowe | Punkty         | Miejsce             | Punkty              | Sprint          | Okrążenia       | Miejsce         | Suma punktów | Pozycja | Źródło |
| -------- | ----------- | ------- | ------- | -------------- | ---------------- | -------------- | ------------------- | ------------------- | --------------- | --------------- | --------------- | ------------ | ------- | ------ |
| Pang Yao | kobiety     | 13.     | 16      | 19.            | -40              | 4              | 16.                 | 10                  |                 | -40             | DNF             | DNF          | 19.     | [ 18 ] |

### Lekkoatletyka
Konkurencje biegowe
| Zawodnik        | Konkurencja           | Eliminacje | Eliminacje | Półfinał | Półfinał | Finał   | Finał   | Źródło |
| Zawodnik        | Konkurencja           | Wynik      | Miejsce    | Wynik    | Miejsce  | Wynik   | Miejsce | Źródło |
| --------------- | --------------------- | ---------- | ---------- | -------- | -------- | ------- | ------- | ------ |
| Chan Chung Wang | 110 m przez płotki(m) | 14,23      | 8.         | NQ       | NQ       | NQ      | NQ      | [ 19 ] |
| Ching Siu Nga   | chód na 20 km (k)     | N/A        | N/A        | N/A      | N/A      | 1:37:53 | 35.     | [ 20 ] |

### Pływanie
| Zawodnik                                            | Konkurencja                     | Eliminacje | Eliminacje | Półfinał | Półfinał | Finał     | Finał   | Źródło               |
| Zawodnik                                            | Konkurencja                     | Czas       | Miejsce    | Czas     | Miejsce  | Czas      | Miejsce | Źródło               |
| --------------------------------------------------- | ------------------------------- | ---------- | ---------- | -------- | -------- | --------- | ------- | -------------------- |
| Ho Ian Yentou                                       | 50 m dowolnym (m)               | 22,45      | 32.        | NQ       | NQ       | NQ        | NQ      | [ 21 ] [ 22 ] [ 23 ] |
| Ho Ian Yentou                                       | 100 m dowolnym (m)              | 49,49      | 34.        | NQ       | NQ       | NQ        | NQ      | [ 24 ] [ 25 ] [ 26 ] |
| William Yan Thorley                                 | 10 km (m)                       | N/A        | N/A        | N/A      | N/A      | 1:58:33,4 | 22.     | [ 27 ]               |
| Siobhan Haughey                                     | 50 m dowolnym (k)               | 24,75      | 15.        | NQ       | NQ       | NQ        | NQ      | [ 29 ] [ 30 ] [ 31 ] |
| Siobhan Haughey                                     | 100 m dowolnym (k)              | 52,70      | 2.         | 52,40    | 1.       | 52,27     | srebro  | [ 32 ] [ 33 ] [ 34 ] |
| Siobhan Haughey                                     | 200 m dowolnym (k)              | 1:56,48    | 8.         | 1:55,16  | 2.       | 1:53,92   | srebro  | [ 35 ] [ 36 ] [ 37 ] |
| Stephanie Au                                        | 100 m grzbietowym (k)           | 1:01,07    | 26.        | NQ       | NQ       | NQ        | NQ      | [ 38 ] [ 39 ] [ 40 ] |
| Tam Hoi Lam Camille Cheng Stephanie Au Ho Nam Wai   | sztafeta 4 × 100 m dowolnym (k) | 3:43,52    | 15.        | N/A      | N/A      | NQ        | NQ      | [ 41 ] [ 42 ]        |
|                                                     | sztafeta 4 × 200 m dowolnym (k) | DNS        | DNS        | DNS      | DNS      | DNS       | DNS     | [ 43 ] [ 44 ]        |
| Toto Wong Jamie Yeung Siobhan Haughey Camille Cheng | sztafeta 4 × 100 m zmiennym (k) | 4:02,86    | 13.        | N/A      | N/A      | NQ        | NQ      | [ 45 ] [ 46 ]        |

### Szermierka
| Zawodnik                                            | Konkurencja              | 1/32               | 1/16                | 1/8                  | Ćwierćfinały                          | Półfinały                   | Finał/o 3. miejsce                    | Finał/o 3. miejsce | Źródło |
| Zawodnik                                            | Konkurencja              | Przeciwnik Wynik   | Przeciwnik Wynik    | Przeciwnik Wynik     | Przeciwnik Wynik                      | Przeciwnik Wynik            | Przeciwnik Wynik                      | Pozycja            | Źródło |
| --------------------------------------------------- | ------------------------ | ------------------ | ------------------- | -------------------- | ------------------------------------- | --------------------------- | ------------------------------------- | ------------------ | ------ |
| Cheung Ka Long                                      | floret indywidualnie (m) | Bye                | Mertine W 15-12     | Foconi W 15-3        | Borodaczow W 15-14                    | Choupenitch W 15-10         | Garozzo W 15-11                       | złoto              | [ 47 ] |
| Ryan Choi                                           | floret indywidualnie (m) | Bye                | Van Haaster W 15-10 | Shikine P 6-15       | NQ                                    | NQ                          | NQ                                    | 11.                | [ 47 ] |
| Cheung Siu Lun                                      | floret indywidualnie (m) | Sanita P 14-15     | NQ                  | NQ                   | NQ                                    | NQ                          | NQ                                    | 34.                | [ 47 ] |
| Cheung Ka Long Ryan Choi Cheung Siu Lun Lawrence Ng | floret drużynowo (m)     | N/A                | N/A                 | N/A                  | Rosyjski Komitet Olimpijski · P 39-45 | Niemcy · P 38-45            | Egipt · W 45-21                       | 7.                 | [ 50 ] |
| Kaylin Hsieh                                        | szpada indywidualnie (k) | Murtazajewa P 7-14 | NQ                  | NQ                   | NQ                                    | NQ                          | NQ                                    | 33.                | [ 51 ] |
| Coco Lin                                            | szpada indywidualnie (k) | Tikanah P 11-15    | NQ                  | NQ                   | NQ                                    | NQ                          | NQ                                    | 34.                | [ 51 ] |
| Vivian Kong                                         | szpada indywidualnie (k) | Bye                | Doig W 15-11        | Knapik-Miazga W 15-8 | Murtazajewa P 4-15                    | NQ                          | NQ                                    | 5.                 | [ 51 ] |
| Kaylin Hsieh Vivian Kong Coco Lin Chu Ka Mong       | szpada drużynowo (k)     | N/A                | N/A                 | N/A                  | Chiny · P 32-44                       | Stany Zjednoczone · P 31-42 | Rosyjski Komitet Olimpijski · W 28-27 | 7.                 | [ 52 ] |

### Tenis stołowy
| Zawodnik                                    | Konkurencja           | Eliminacje       | Runda 1          | Runda 2            | Runda 3          | 1/8 finału         | Ćwierćfinały        | Półfinały        | Finał            | Finał   | Źródło |
| Zawodnik                                    | Konkurencja           | Przeciwnik Wynik | Przeciwnik Wynik | Przeciwnik Wynik   | Przeciwnik Wynik | Przeciwnik Wynik   | Przeciwnik Wynik    | Przeciwnik Wynik | Przeciwnik Wynik | Pozycja | Źródło |
| ------------------------------------------- | --------------------- | ---------------- | ---------------- | ------------------ | ---------------- | ------------------ | ------------------- | ---------------- | ---------------- | ------- | ------ |
| Wong Chun-ting                              | gra pojedyncza (m)    | N/A              | N/A              | N/A                | Chuang P 1-4     | NQ                 | NQ                  | NQ               | NQ               | 17.     | [ 53 ] |
| Lam Siu-hang                                | gra pojedyncza (m)    | N/A              | Afanador W 4-3   | Gnanasekaran W 4-3 | Harimoto P 1-4   | NQ                 | NQ                  | NQ               | NQ               | 17.     | [ 53 ] |
| Wong Chun-ting Lam Siu-hang Ho Kwan-kit     | turniej drużynowy (m) | N/A              | N/A              | N/A                | N/A              | Francja · P 0-3    | NQ                  | NQ               | NQ               | 9.      | [ 54 ] |
| Doo Hoi Kem                                 | gra pojedyncza (k)    | N/A              | N/A              | N/A                | Shin W 4-2       | Eerland W 4-1      | Chen P 2-4          | NQ               | NQ               | 5.      | [ 55 ] |
| Minnie Soo Wai Yam                          | gra pojedyncza (k)    | N/A              | N/A              | Xiao P 2-4         | NQ               | NQ                 | NQ                  | NQ               | NQ               | 33.     | [ 55 ] |
| Doo Hoi Kem Minnie Soo Wai Yam Lee Ho Ching | turniej drużynowy (k) | N/A              | N/A              | N/A                | N/A              | Brazylia · W 3-1   | Rumunia · W 3-1     | Japonia · P 0-3  | Niemcy · W 3-1   | brąz    | [ 56 ] |
| Wong Chun-ting Doo Hoi Kem                  | turniej mieszany      | N/A              | N/A              | N/A                | N/A              | Szudi Pergel W 4-0 | Lebesson Yuan P 3-4 | NQ               | NQ               | 5.      | [ 57 ] |

### Triathlon
| Zawodnik      | Konkurencja | Pływanie | Zmiana 1 | Jazda na rowerze | Zmiana 2 | Bieg  | Czas    | Pozycja | Źródło |
| ------------- | ----------- | -------- | -------- | ---------------- | -------- | ----- | ------- | ------- | ------ |
| Oscar Coggins | mężczyźni   | 17:54    | 0:41     | 56:29            | 0:28     | 33:23 | 1:48:55 | 33.     | [ 58 ] |

### Wioślarstwo
| Zawodnik            | Konkurencja | Eliminacje | Eliminacje | Repesaż | Repesaż | Ćwierćfinały | Ćwierćfinały | Półfinały | Półfinały       | Finał   | Finał      | Miejsce | Źródło |
| Zawodnik            | Konkurencja | Czas       | M.         | Czas    | M.      | Czas         | M.           | Czas      | M.              | Czas    | M.         | Miejsce | Źródło |
| ------------------- | ----------- | ---------- | ---------- | ------- | ------- | ------------ | ------------ | --------- | --------------- | ------- | ---------- | ------- | ------ |
| Winne Hung Wing-yan | W1x         | 8:17,79    | 4.         | 8:23,58 | 2.      | 8:36,37      | 6.           | 7:56,30   | 6. Półfinał C/D | 8:02,79 | 5. Finał D | 23.     | [ 59 ] |

### Żeglarstwo
Kobiety
| Zawodnik                     | Konkurencja  | Wyścig | Wyścig | Wyścig | Wyścig | Wyścig | Wyścig | Wyścig | Wyścig | Wyścig | Wyścig | Wyścig | Wyścig | Wyścig | Punkty | Finałowa pozycja | Źródło |
| Zawodnik                     | Konkurencja  | 1      | 2      | 3      | 4      | 5      | 6      | 7      | 8      | 9      | 10     | 11     | 12     | M*     | Punkty | Finałowa pozycja | Źródło |
| ---------------------------- | ------------ | ------ | ------ | ------ | ------ | ------ | ------ | ------ | ------ | ------ | ------ | ------ | ------ | ------ | ------ | ---------------- | ------ |
| Stephanie Norton             | Laser Radial | 29     | 35     | 37     | 22     | 37     | 33     | 33     | 37     | 41     | 42     | N/A    | N/A    | NQ     | 304    | 39.              | [ 60 ] |
| Hayley Victoria Chan Hei-man | RS:X (k)     | 12     | 8      | 13     | 5      | 7      | 6      | 8      | 14     | 7      | 4      | 8      | 3      | 14     | 95     | 8.               | [ 61 ] |
| Michael Cheng                | RS:X (m)     | 3      | 8      | 8      | 12     | 8      | 9      | 13     | 22     | 15     | 15     | 15     | 13     | NQ     | 119    | 13.              | [ 62 ] |

M – Wyścig medalowy